# William Henry Edwards
William Henry Edwards (15 de março de 1822 - 2 de abril de 1909) foi um empresário e entomologista estadunidense. Ele foi um pioneiro industrial nos campos de carvão da Virgínia Ocidental, abrindo algumas das primeiras minas na parte sul do estado. Ele também foi um naturalista proeminente especializado no estudo de borboletas. Ele escreveu Butterflies of North America, um tratado de três volumes que é altamente considerado por sua erudição e pela qualidade de suas ilustrações.

## Biografia
Edwards nasceu em Hunter, Nova York, uma vila que havia sido fundada por sua família apenas cinco anos antes e originalmente chamada de Edwardsville. Filho de William W. Edwards e Helen Ann (Mann) Edwards, ele veio de uma família americana proeminente e bem-sucedida. Seu pai era um empresário envolvido em bancos, seguros e importações europeias. Seu avô era o coronel William Edwards, fundador do negócio de curtumes da família e inventor de vários dispositivos usados na fabricação de artigos de couro. Seu tataravô, Jonathan Edwards, foi um distinto teólogo e pregador revivalista.
A família Edwards possuía e administrava um curtume muito grande em Hunter que dependia de tanbark colhido nas florestas de cicuta de sua propriedade rural nas montanhas Catskill. Edwards cresceu na propriedade, onde desenvolveu uma apreciação vitalícia da natureza e um interesse pela história natural.
Depois de frequentar a escola local da vila em Hunter, Edwards foi para o Williams College, Massachusetts, em 1838. Ele não gostou do forte tom religioso da Williams, mas apreciou muito o fato de a escola ter sido uma das primeiras faculdades da América a tornar a história natural uma parte importante do currículo.  Edwards se formou em 1842 e depois estudou direito na cidade de Nova York com a expectativa de ingressar nos negócios da família. Ele foi admitido na Ordem dos Advogados de Nova York em 1846, mas não seguiu a carreira de advogado.

### Rio Amazonas
Em 1846, Edwards viajou para o Brasil e subiu o rio Amazonas com seu tio, Armory Edwards. Armory foi cônsul dos EUA em Buenos Aires e trabalhou na Argentina para o negócio de couro da família. É possível que o objetivo original de sua viagem estivesse relacionado a preocupações com os negócios da família, mas para Edwards o foco desta viagem tornou-se a beleza e a natureza selvagem que ele experimentou enquanto exploravam a enorme ilha do delta de Marajó e subiam o rio de Belém a Manaus.
Edwards tomou nota cuidadosa de suas experiências e logo depois escreveu um livro, A Voyage Up the River Amazon, publicado em 1847. É creditado por despertar o interesse pela região entre os cientistas naturais; em particular, Henry Walter Bates e Alfred Russel Wallace leram o relato de Edward e foram inspirados a fazer da Amazônia o destino de sua famosa expedição. Eventualmente, o livro de Edwards foi apenas o primeiro de vários trabalhos escritos por naturalistas que registraram o crescente interesse na exploração científica da Amazônia.

### Negócio de carvão
Após a morte de seu irmão mais novo em 1847, Edwards herdou 30 000 acres em Kanawha Valley, West Virginia (então ainda parte da Virgínia). Sua família havia comprado a propriedade sem ser vista de especuladores de terras, mas Edwards logo determinou que era uma região de carvão de primeira linha, situada no topo de algumas das camadas de carvão mais espessas do mundo. Ele se tornou um dos primeiros a entrar no negócio de mineração de carvão na região. Em 1852, ele abriu as primeiras minas de carvão em Paint Creek e desenvolveu a primeira refinaria de óleo de carvão em 1856. Durante a Guerra Civil, Edwards organizou a Kanawha and Ohio Coal Company e abriu minas em Coalburg em 1863. Mais tarde, Edwards lançou o primeiro rebocador de carvão da indústria de mineração e o usou para transportar carvão no rio Ohio para Cincinnati.

### Borboletas
Embora Edwards se interessasse por história natural desde a infância, ele só se tornou um colecionador sério e estudante de borboletas por volta de 1856, aos 33 anos. Ele provavelmente aprendeu o básico da entomologia com John Weidemeyer, um entomologista de Nova York que escreveu um dos primeiros livros americanos sobre borboletas e John Akhurst, um taxidermista de Nova York que também colecionava insetos. Durante a década de 1850, Edwards construiu uma coleção significativa de borboletas e se correspondeu com muitos entomologistas proeminentes e outros naturalistas, incluindo Spencer Fullerton Baird. Baird, o primeiro curador do Smithsonian Institution, apoiou a nova paixão de Edward e enviou-lhe vários espécimes de borboletas das coleções do museu. Outros museus seguiram o exemplo e enviaram borboletas de todo o mundo para identificação.
Edwards publicou seu primeiro artigo científico em 1861 descrevendo várias novas espécies de borboletas. Durante o curso de sua carreira, ele publicou cerca de 250 artigos científicos sobre lepidópteros. Além de numerosos artigos descrevendo novas espécies de borboletas, ele fez contribuições importantes na área de polimorfismo (a ocorrência de mais de uma forma na mesma população de uma espécie). Os entomologistas começaram a ver o polimorfismo em insetos como uma demonstração da seleção natural e uma oportunidade de estudar os processos evolutivos. Edwards descobriu muitos exemplos de polimorfismo entre borboletas na América do Norte e mostrou que a temperatura era um fator ambiental que influenciava as espécies polimórficas.
Em 1865, Edwards começou a trabalhar nas Butterflies of North America, uma obra-prima de três volumes que foi chamada de "uma das publicações entomológicas mais importantes do século 19".  Originalmente destinado a ser um catálogo descritivo de espécies norte-americanas, o escopo cresceu para incluir histórias de vida detalhadas de muitas espécies e algumas das melhores ilustrações de borboletas já publicadas. As ilustrações foram desenhadas por Mary Peart, uma talentosa artista da Pensilvânia, e coloridas à mão por Lydia Brown. Edwards passou o resto de sua carreira completando o que se tornaria seu legado mais importante. O terceiro e último volume foi publicado em 1897. Edwards se aposentou da entomologia logo em seguida.

### Vida pessoal
Edward casou-se com Catherine Colt Tappan, filha do abolicionista Arthur Tappan, em 1851. Eles criaram três filhos. Seu filho, William Seymour Edwards cresceu e se tornou proeminente na política, indústria e literatura da Virgínia Ocidental. Sua filha, Edith Edwards, casou-se com Theodore Luqueer Mead, um notável entomologista que havia sido aprendiz de seu pai.
Edwards morreu em sua casa "Bellefleur" em Coalburg, West Virginia. A casa foi listada no Registro Nacional de Lugares Históricos em 1990.

## Publicações
Edwards publicou mais de 250 trabalhos incluindo:
- A Voyage up the River Amazon (1847);
- The Butterflies of North America, volumes 1-3 (1868-1897);
- Synopsis of North American Butterflies (1872);
- "Catálogo dos lepidópteros diurnos da América do norte do México";
- Catálogo revisado dos lepidópteros diurnos da América do norte do México" (1884);

Depois de 1897, Edwards se aposentou de seu trabalho em entomologia. Ele escreveu uma genealogia da família Edwards e publicou uma monografia contestando a autoria das peças de Shakespeare:
- Memoirs of Col. William Edwards (1897)
- Shaksper not Shakespeare (1900)